# TVM (Malta)
TVM (Television Malta, en maltés: Televixin Malta; antes Malta Television Service, MTV; y Xandir Malta) es el primer canal de televisión de Malta, operado por PBS Malta. Ofrece una programación generalista en maltés e inglés.

## Historia
El canal inició emisiones el 29 de septiembre de 1962, siendo el primer canal de televisión de Malta, que todavía era una colonia británica. Sin embargo, las emisiones de televisión de la isla de Sicilia, en el extremo sur de Italia, se podían recibir en Malta desde 1957.
En diciembre de 1974, Malta se convirtió en una república independiente y el gobierno nacionalizó tanto la radiodifusión pública como las telecomunicaciones. El 31 de junio de 1975 se creó una compañía de telefonía, Telemalta Corporation, en la que estaba integrada la empresa de radiodifusión Xandir Malta, responsable de la radio y televisión públicas. Bajo la nueva gestión hubo un aumento de la programación en idioma maltés y de la producción propia. La unidad móvil de transmisión exterior entró en funcionamiento en febrero de 1976, brindando acceso a una amplia gama de eventos en vivo. Un segundo canal (Tivumalta) también se inauguró en las instalaciones existentes.  
La televisión en color se introdujo en Malta el 8 de julio de 1981. Este cambio provocó una lenta transición de los hogares malteses de televisores en blanco y negro a televisores en color.  
En septiembre de 1991, Xandir Malta salió de la estructura de la compañía telefónica y se convirtió en una empresa pública independiente, bautizada como Public Broadcasting Services Malta.  
TVM introdujo una nueva identidad el 8 de abril de 2007, reemplazando el antiguo logotipo, vigente desde 1998. Estaba compuesto por dos recuadros, uno blanco y otro rojo, en alusión a la bandera de Malta.
En octubre de 2011, PBS anunció otra renovación completa de la marca TVM para conmemorar el 50 aniversario de la creación del Servicio de Televisión de Malta en 2012, rindiendo homenaje a las identidades anteriores de TVM y utilizando la cruz de Malta. Este cambio de marca formó parte de un avance más amplio hacia la modernización de los servicios ofrecidos por TVM. Esto incluyó el cambio a un formato panorámico (16:9) y el inicio gradual de la transición hacia la transmisión en HD.  
La señal analógica de TVM se apagó el 1 de noviembre de 2011, después de 49 años en antena; el apagón estaba previsto inicialmente para el 31 de diciembre de 2010, y posteriormente para el 1 de junio de 2011.
En 2021, PBS anunció otro cambio de marca. Este recibió críticas, ya que se realizó en forma de concurso. Los participantes, cuyos diseños no fueron seleccionados; ni siquiera recibieron reconocimiento por participar. Los nuevos logotipos que se implementaron para PBS, TVM y TVMNews+ fueron especialmente criticados, después de que algunos competidores compartieran sus diseños en Facebook.  Esto formó parte de una reestructuración más amplia de la presencia de TVM en la isla, dividiendo el entretenimiento y las noticias en dos canales separados, una medida que la oposición consideró un intento flagrante de relegar los programas de noticias y actualidad a un canal secundario con bajos índices de audiencia, especialmente después de que programas de debate populares como Xarabank y Dissett fueran eliminados de la programación previamente.
Tras las críticas recibidas en el cambio de marca anterior, TVM renovó discretamente su identidad a principios de octubre de 2023 y lanzó la nueva cadena de televisión TVMSport+. A finales de 2024, volvieron a cambiar el enfoque de sus canales, cambiando el nombre del canal TVMNews+ a TVM+.

## Programación
TVM transmite una combinación de noticias, deportes, entretenimiento, programas de producción propia y programación infantil. Se financia mediante una subvención gubernamental y publicidad comercial. La mayoría de los programas se emiten en maltés, aunque también hay programación en inglés. La emisión en inglés de Euronews también se emite diariamente, principalmente a través de TVM+. 
Entre los programas más populares que se emiten en TVM se encuentran los boletines informativos:
- L-Aħbarijiet: noticias.
- L-Aħbarijiet tat-tmienja: noticias a las 20:00.

## Imagen corporativa

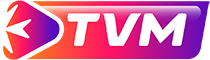
2021 - 2023
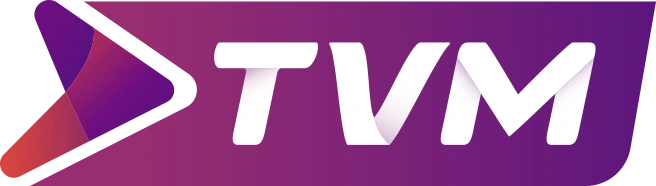
Desde 2023